# Scottish Premiership (2017/2018)
Scottish Premiership 2017/2018 – był piątym sezonem Scottish Premiership, a 122. edycją najwyższej klasy rozgrywkowej piłki nożnej w Szkocji.
Brało w nim udział 12 drużyn, które w okresie od 5 sierpnia 2017 do 13 maja 2018 rozegrały 38 kolejek meczów.
Tytuł mistrzowski obroniła drużyna Celticu zdobywając siódmy tytuł z rzędu, a czterdziesty dziewiąty w swojej historii.

## Drużyny
| Uczestnicy poprzedniej edycji                                                                                 | Uczestnicy poprzedniej edycji | Uczestnicy poprzedniej edycji | Uczestnicy poprzedniej edycji |
| --- | ----------------------------- | ----------------------------- | ----------------------------- |
| CEL | Celtic                        | 1                             |                               |
| ABR | Aberdeen                      | 2                             |                               |
| RAN | Rangers                       | 3                             |                               |
| STJ | St. Johnstone                 | 4                             |                               |
| HRT | Heart of Midlothian           | 5                             |                               |
| PAR | Partick Thistle               | 6                             |                               |
| RCO | Ross County                   | 7                             |                               |
| KIL | Kilmarnock                    | 8                             |                               |
| MTH | Motherwell                    | 9                             |                               |
| DNE | Dundee                        | 10                            |                               |
| po barażach                                                                                                   |                               |                               |                               |
| HAM | Hamilton Academical           | 11                            |                               |
| Awans z Scottish Championship                                                                                 |                               |                               |                               |
| HIB | Hibernian                     | 1                             |                               |
| Oznaczenia: - kolumna pierwsza – skróty nazw drużyn, - kolumna trzecia – miejsce zajęte w poprzednim sezonie. |                               |                               |                               |

## Runda zasadnicza

### Tabela
| Lp. | Drużyna             | M  | Z  | R  | P  | B+ | B– | +/– | Pkt | Kwalifikacja      |
| --- | ------------------- | -- | -- | -- | -- | -- | -- | --- | --- | ----------------- |
| 1   | Celtic              | 33 | 22 | 9  | 2  | 64 | 21 | +43 | 75  | grupa mistrzowska |
| 2   | Rangers             | 33 | 19 | 5  | 9  | 67 | 38 | +29 | 62  | grupa mistrzowska |
| 3   | Aberdeen            | 33 | 19 | 5  | 9  | 50 | 36 | +14 | 62  | grupa mistrzowska |
| 4   | Hibernian           | 33 | 16 | 11 | 6  | 49 | 35 | +14 | 59  | grupa mistrzowska |
| 5   | Kilmarnock          | 33 | 15 | 10 | 8  | 45 | 39 | +6  | 55  | grupa mistrzowska |
| 6   | Heart of Midlothian | 33 | 11 | 13 | 9  | 35 | 30 | +5  | 46  | grupa mistrzowska |
| 7   | Motherwell          | 33 | 10 | 8  | 15 | 36 | 43 | −7  | 38  | grupa spadkowa    |
| 8   | St Johnstone        | 33 | 10 | 8  | 15 | 32 | 47 | −15 | 38  | grupa spadkowa    |
| 9   | Hamilton Academical | 33 | 8  | 6  | 19 | 43 | 60 | −17 | 30  | grupa spadkowa    |
| 10  | Dundee              | 33 | 8  | 6  | 19 | 31 | 53 | −22 | 30  | grupa spadkowa    |
| 11  | Ross County         | 33 | 6  | 8  | 19 | 38 | 57 | −19 | 26  | grupa spadkowa    |
| 12  | Partick Thistle     | 33 | 6  | 7  | 20 | 26 | 57 | −31 | 25  | grupa spadkowa    |

### Wyniki
| Gospodarz \ Gość    | ABE | CEL | DND | HAM | HOM | HIB | KIL | MOT | PAR | RAN | ROS | STJ | ABE | CEL | DND | HAM | HOM | HIB | KIL | MOT | PAR | RAN | ROS | STJ |
| ------------------- | --- | --- | --- | --- | --- | --- | --- | --- | --- | --- | --- | --- | --- | --- | --- | --- | --- | --- | --- | --- | --- | --- | --- | --- |
| Aberdeen            |     | 0–3 | 2–1 | 2–0 | 0–0 | 4–1 | 1–1 | 0–2 | 1–0 | 1–2 | 2–1 | 3–0 |     | 0–2 | 1–0 | 3–0 |     |     | 3–1 |     |     |     |     | 4–1 |
| Celtic              | 3–0 |     | 1–0 | 3–1 | 4–1 | 2–2 | 1–1 | 5–1 | 2–0 | 0–0 | 4–0 | 1–1 |     |     | 0–0 |     | 3–1 | 1–0 |     |     |     |     | 3–0 | 0–0 |
| Dundee              | 0–1 | 0–2 |     | 1–3 | 2–1 | 1–1 | 0–0 | 0–1 | 3–0 | 2–1 | 1–2 | 3–2 |     |     |     |     | 1–1 | 0–1 |     | 0–1 |     |     | 1–4 | 0–4 |
| Hamilton Academical | 2–2 | 1–4 | 3–0 |     | 1–2 | 1–1 | 1–2 | 1–2 | 0–0 | 1–4 | 3–2 | 0–1 |     | 1–2 | 1–2 |     | 0–3 |     |     | 2–0 | 2–1 | 3–5 |     |     |
| Heart of Midlothian | 0–0 | 4–0 | 2–0 | 1–1 |     | 0–0 | 1–2 | 1–0 | 1–1 | 1–3 | 0–0 | 1–0 | 2–0 |     |     |     |     |     | 1–1 | 1–1 | 3–0 |     |     | 1–0 |
| Hibernian           | 0–1 | 2–2 | 2–1 | 1–3 | 1–0 |     | 1–1 | 2–2 | 3–1 | 1–2 | 2–1 | 1–2 | 2–0 |     |     | 3–1 | 2–0 |     |     | 2–1 | 2–0 |     |     |     |
| Kilmarnock          | 1–3 | 0–2 | 1–1 | 2–2 | 0–1 | 0–3 |     | 1–0 | 5–1 | 2–1 | 0–2 | 1–2 |     | 1–0 | 3–2 | 2–0 |     | 2–2 |     |     |     |     | 3–2 | 2–0 |
| Motherwell          | 0–1 | 1–1 | 1–1 | 1–3 | 2–1 | 0–1 | 2–0 |     | 3–0 | 1–2 | 2–0 | 2–0 | 0–2 | 0–0 |     |     |     |     | 0–1 |     | 1–1 | 2–2 | 2–0 |     |
| Partick Thistle     | 3–4 | 0–1 | 2–1 | 1–0 | 1–1 | 0–1 | 0–2 | 3–2 |     | 2–2 | 2–0 | 1–0 | 0–0 | 1–2 | 1–2 |     |     |     | 0–1 |     |     | 0–2 |     |     |
| Rangers             | 3–0 | 0–2 | 4–1 | 0–2 | 0–0 | 2–3 | 1–1 | 2–0 | 3–0 |     | 2–1 | 1–3 | 2–0 | 2–3 | 4–0 |     | 2–0 | 1–2 | 0–1 |     |     |     |     |     |
| Ross County         | 1–2 | 0–1 | 0–2 | 2–1 | 1–2 | 0–1 | 2–2 | 3–2 | 1–1 | 1–3 |     | 1–1 | 2–4 |     |     | 2–2 | 1–1 | 1–1 |     |     | 4–0 | 1–2 |     |     |
| St Johnstone        | 0–3 | 0–4 | 0–2 | 2–1 | 0–0 | 1–1 | 1–2 | 4–1 | 1–0 | 0–3 | 0–0 |     |     |     |     | 1–0 |     | 1–1 |     | 0–0 | 1–3 | 1–4 | 2–0 |     |

## Runda finałowa
| Top six    |                        |    |    |    |    |    |    |     |    |                                             |     |     |     |     |     |     |     |     |     |     |     |     |     |
| 1          | Celtic (M, P)          | 38 | 24 | 10 | 4  | 73 | 25 | +48 | 82 | Liga Mistrzów UEFA • I runda kwalifikacyjna |     |     | 0–1 | 5–0 |     | 0–0 |     |     |     |     |     |     |     |
| 2          | Aberdeen               | 38 | 22 | 7  | 9  | 56 | 37 | +19 | 73 | Liga Europy UEFA • II runda kwalifikacyjna  |     |     |     | 1–1 | 0–0 |     | 2–0 |     |     |     |     |     |     |
| 3          | Rangers                | 38 | 21 | 7  | 10 | 76 | 50 | +26 | 70 | Liga Europy UEFA • I runda kwalifikacyjna   |     |     |     |     |     | 1–0 | 2–1 |     |     |     |     |     |     |
| 4          | Hibernian              | 38 | 18 | 13 | 7  | 62 | 46 | +16 | 67 | Liga Europy UEFA • I runda kwalifikacyjna   |     | 2–1 |     | 5–5 |     | 5–3 |     |     |     |     |     |     |     |
| 5          | Kilmarnock             | 38 | 16 | 11 | 11 | 49 | 47 | +2  | 59 |                                             |     |     | 0–2 |     |     |     | 1–0 |     |     |     |     |     |     |
| 6          | Heart of Midlothian    | 38 | 12 | 13 | 13 | 39 | 39 | 0   | 49 |                                             | 1–3 |     |     | 2–1 |     |     |     |     |     |     |     |     |     |
| Bottom six |                        |    |    |    |    |    |    |     |    |                                             |     |     |     |     |     |     |     |     |     |     |     |     |     |
| 7          | Motherwell             | 38 | 13 | 9  | 16 | 43 | 49 | −6  | 48 |                                             |     |     |     |     |     |     |     |     | 1–5 | 2–1 | 3–0 |     |     |
| 8          | St Johnstone           | 38 | 12 | 10 | 16 | 42 | 53 | −11 | 46 |                                             |     |     |     |     |     |     |     |     |     |     | 1–1 | 1–1 |     |
| 9          | Dundee                 | 38 | 11 | 6  | 21 | 36 | 57 | −21 | 39 |                                             |     |     |     |     |     |     |     | 2–1 |     | 1–0 | 0–1 |     |     |
| 10         | Hamilton Academical    | 38 | 9  | 6  | 23 | 47 | 68 | −21 | 33 |                                             |     |     |     |     |     |     |     | 1–2 |     |     |     | 2–0 |     |
| 11         | Partick Thistle (B, S) | 38 | 8  | 9  | 21 | 31 | 61 | −30 | 33 | Baraże o Scottish Premiership               |     |     |     |     |     |     |     | 0–1 |     |     | 2–1 |     | 1–1 |
| 12         | Ross County (S)        | 38 | 6  | 11 | 21 | 40 | 62 | −22 | 29 | Spadek do Scottish Championship             |     |     |     |     |     |     |     | 0–0 |     | 0–1 |     |     |     |

## Baraże o Scottish Premiership
Livingston wygrał w dwumeczu z Partick Thistle finał baraży o miejsce w Scottish Premiership na sezon 2018/2019, rozegrany między trzema drużynami Scottish Championship i jedną ze Scottish Premiership.
|  |             |                      |             |             |             |   |               |          |            |          |          |          |    |                 |       |       |       |       |       |  |  |  |  |  |  |  |
|  | Ćwierćfinał | Ćwierćfinał          | Ćwierćfinał | Ćwierćfinał | Ćwierćfinał |   |               | Półfinał | Półfinał   | Półfinał | Półfinał | Półfinał |    |                 | Finał | Finał | Finał | Finał | Finał |  |  |  |  |  |  |  |
|  | Ćwierćfinał | Ćwierćfinał          | Ćwierćfinał | Ćwierćfinał | Ćwierćfinał |   |               | Półfinał | Półfinał   | Półfinał | Półfinał | Półfinał |    |                 | Finał | Finał | Finał | Finał | Finał |  |  |  |  |  |  |  |
|  |             |                      |             |             |             |   |               |          |            |          |          |          |    |                 |       |       |       |       |       |  |  |  |  |  |  |  |
|  |             |                      |             |             |             |   |               |          |            |          |          |          |    |                 |       |       |       |       |       |  |  |  |  |  |  |  |
|  |             |                      |             |             |             | 2 | Livingston    | 2        | 1          | 3        |          |          |    |                 |       |       |       |       |       |  |  |  |  |  |  |  |
|  |             |                      |             |             |             | 2 | Livingston    | 2        | 1          | 3        |          |          |    |                 |       |       |       |       |       |  |  |  |  |  |  |  |
|  |             |                      |             |             |             | 3 | Dundee United | 2        | 1          | 3        |          |          | 11 | Partick Thistle | 1     | 0     | 1     |       |       |  |  |  |  |  |  |  |
|  |             |                      |             |             |             | 3 | Dundee United | 2        | 1          | 3        |          |          | 11 | Partick Thistle | 1     | 0     | 1     |       |       |  |  |  |  |  |  |  |
|  | 4           | Dunfermline Athletic | 0           | 1           | 1           |   |               | 2        | Livingston | 3        | 1        | 4        |    |                 |       |       |       |       |       |  |  |  |  |  |  |  |
|  | 4           | Dunfermline Athletic | 0           | 1           | 1           |   |               | 2        | Livingston | 3        | 1        | 4        |    |                 |       |       |       |       |       |  |  |  |  |  |  |  |
|  | 3           | Dundee United        | 0           | 2           | 2           |   |               |          |            |          |          |          |    |                 |       |       |       |       |       |  |  |  |  |  |  |  |
|  | 3           | Dundee United        | 0           | 2           | 2           |   |               |          |            |          |          |          |    |                 |       |       |       |       |       |  |  |  |  |  |  |  |

| 1 maja 2018 | Dunfermline Athletic | 0:0   | Dundee United |                                                               |
| 20:45       |                      | (0:0) |               | East End Park, Dunfermline Widzów: 6 474 Sędzia: Bobby Madden |

| 4 maja 2018 | Dundee United                        | 2:1   | Dunfermline Athletic |                                                            |
| 20:45       | Scott McDonald 57' · Sam Stanton 70' | (0:1) | 14' Declan McManus   | Tannadice Park, Dundee Widzów: 7 994 Sędzia: Willie Collum |

| 7 maja 2018 | Dundee United                             | 2:3   | Livingston                                                |                                                         |
| 20:45       | Thomas Mikkelsen 3' · Anthony Ralston 28' | (2:1) | 2' Raffaele De Vita · 77' Josh Mullin · 80' Scott Pittman | Tannadice Park, Dundee Widzów: 5 610 Sędzia: Nick Walsh |

| 11 maja 2018 | Livingston      | 1:1   | Dundee United    |                                                                    |
| 20:45        | Alan Lithgow 6' | (1:1) | 21' Scott Fraser | Almondvale Stadium, Livingston Widzów: 4 508 Sędzia: Don Robertson |

| 17 maja 2018 | Livingston                             | 2:1   | Partick Thistle |                                                                    |
| 20:45        | Keaghan Jacobs 13' · Scott Pittman 74' | (1:1) | 10' Kris Doolan | Almondvale Stadium, Livingston Widzów: 5 469 Sędzia: Craig Thomson |

| 20 maja 2018 | Partick Thistle | 0:1   | Livingston         |                                                            |
| 16:30        |                 | (0:0) | 46' Keaghan Jacobs | Firhill Stadium, Glasgow Widzów: 7 122 Sędzia: John Beaton |

## Najlepsi strzelcy
| Bramki | Strzelcy        | Drużyna             |
| ------ | --------------- | ------------------- |
| 18     | Kris Boyd       | Kilmarnock          |
| 14     | Alfredo Morelos | Rangers             |
| 13     | Josh Windass    | Rangers             |
| 12     | Kyle Lafferty   | Heart of Midlothian |
| 11     | Alex Schalk     | Ross County         |
| 10     | Scott Sinclair  | Celtic              |

Źródło:

## Trenerzy, kapitanowie i sponsorzy
| Drużyna             | Trener                            | Kapitan          | Sponsor techniczny | Sponsor strategiczny       |
| ------------------- | --------------------------------- | ---------------- | ------------------ | -------------------------- |
| Aberdeen            | Derek McInnes                     | Graeme Shinnie   | Adidas             | Saltire Energy             |
| Celtic              | Brendan Rodgers                   | Scott Brown      | New Balance        | Dafabet                    |
| Dundee              | Neil McCann                       | Darren O’Dea     | Puma               | McEwan Fraser Legal        |
| Hamilton Academical | Martin Canning                    | Dougie Imrie     | Adidas             | SuperSeal (H), NetBet (A)  |
| Heart of Midlothian | Craig Levein                      | Christophe Berra | Umbro              | Save the Children          |
| Hibernian           | Neil Lennon                       | David Gray       | Macron             | Marathonbet                |
| Kilmarnock          | Steve Clarke                      | Steven Smith     | Nike               | QTS                        |
| Motherwell          | Stephen Robinson                  | Carl McHugh      | Macron             | McEwan Fraser Legal        |
| Partick Thistle     | Alan Archibald                    | Abdul Osman      | Joma               | Just Employment Law        |
| Rangers             | Jimmy Nicholl (tym.)              | Lee Wallace      | Puma               | 32Red                      |
| Ross County         | Steven Ferguson Stuart Kettlewell | Andrew Davies    | Macron             | Stanley CRC Evans Offshore |
| St Johnstone        | Tommy Wright                      | Steven Anderson  | Joma               | Alan Storrar Cars          |

### Zmiany trenerów
| Klub                | Były trener    | Powód      | Data odejścia | Nowy trener                       | Data zatrudnienia | Źródło        |
| ------------------- | -------------- | ---------- | ------------- | --------------------------------- | ----------------- | ------------- |
| Przed sezonem       |                |            |               |                                   |                   |               |
| Dundee              | Neil McCann    | –          | 2017-05-20    | Neil McCann                       | 2017-06-01        | [ 22 ] [ 23 ] |
| Kilmarnock          | Lee McCulloch  | –          | 2017-05-20    | Lee McCulloch                     | 2017-06-05        | [ 24 ] [ 25 ] |
| Heart of Midlothian | Ian Cathro     | Zwolnienie | 2017-08-01    | Craig Levein                      | 2017-08-28        | [ 26 ] [ 27 ] |
| W trakcie sezonu    |                |            |               |                                   |                   |               |
| Ross County         | Jim McIntyre   | Zwolnienie | 2017-09-25    | Owen Coyle                        | 2017-09-28        | [ 28 ] [ 29 ] |
| Kilmarnock          | Lee McCulloch  | Rezygnacja | 2017-10-01    | Steve Clarke                      | 2017-10-14        | [ 30 ] [ 31 ] |
| Rangers             | Pedro Caixinha | Zwolnienie | 2017-10-26    | Graeme Murty (tym.)               | 2017-10-26        | [ 32 ]        |
| Rangers             | Graeme Murty   | –          | 2017-12-22    | Graeme Murty                      | 2017-12-22        | [ 33 ]        |
| Ross County         | Owen Coyle     | Rezygnacja | 2018-03-01    | Steven Ferguson Stuart Kettlewell | 2018-03-02        | [ 34 ] [ 35 ] |
| Rangers             | Graeme Murty   | Sacked     | 2018-05-01    | Jimmy Nicholl (tym.)              | 2018-05-01        | [ 36 ]        |

## Stadiony
| Aberdeen                    |
| --------------------------- |
| Pittodrie Stadium, Aberdeen |
| 20 866                      |
|                             |

| Celtic               |
| -------------------- |
| Celtic Park, Glasgow |
| 60 411               |
|                      |

| Dundee            |
| ----------------- |
| Dens Park, Dundee |
| 11 506            |
|                   |

| Hamilton Academical        |
| -------------------------- |
| New Douglas Park, Hamilton |
| 5 510                      |
|                            |

| Heart of Midlothian          |
| ---------------------------- |
| Tynecastle Stadium, Edynburg |
| 17 480                       |
|                              |

| Hibernian                     |
| ----------------------------- |
| Easter Road Stadium, Edynburg |
| 20 421                        |
|                               |

| Kilmarnock             |
| ---------------------- |
| Rugby Park, Kilmarnock |
| 17 891                 |
|                        |

| Motherwell           |
| -------------------- |
| Fir Park, Motherwell |
| 13 677               |
|                      |

| Partick Thistle          |
| ------------------------ |
| Firhill Stadium, Glasgow |
| 10 102                   |
|                          |

| Rangers                |
| ---------------------- |
| Ibrox Stadium, Glasgow |
| 50 817                 |
|                        |

| Ross County             |
| ----------------------- |
| Victoria Park, Dingwall |
| 6 541                   |
|                         |

| St. Johnstone         |
| --------------------- |
| McDiarmid Park, Perth |
| 10 696                |
|                       |